# Atentados de janeiro de 2013 no Paquistão
Em 10 de janeiro de 2013, vários atentados ocorreram na cidade paquistanesa de Quetta, capital do Baluchistão, matando um total de 130 pessoas e ferindo pelo menos 270. Os atentados de Quetta levaram a protestos da comunidade muçulmana xiita Hazara da cidade; O primeiro-ministro do Paquistão, Raja Pervez Ashraf, respondeu demitindo o ministro-chefe do Baluchistão, Aslam Raisani, e substituindo-o por Zulfikar Ali Magsi. No mesmo dia, uma bomba explodiu no distrito de Swat, Khyber Pakhtunkhwa, matando 22 pessoas e ferindo outras 60.